# Rotflügelstärling
Der Rotflügelstärling (Agelaius phoeniceus), früher auch rotschulteriger Star oder Sumpfhordenvogel genannt, ist ein Vogel aus der Familie der Stärlinge (Icteridae). Er ist einer der bestuntersuchten Singvögel in Nordamerika.
Die erste Zeichnung eines Rotflügelstärlings  wurde von Mark Catesby angefertigt. Anhand seiner Zeichnung beschrieb Carl von Linné 1766 den Vogel wissenschaftlich.

## Aussehen
Das Männchen hat ein unverwechselbares schwarzes Gefieder mit roten Flügelflecken, die von kleinen gelben oder weißen Streifen eingefasst sind. Das Weibchen und die Jungvögel haben ein gestreiftes, schwarzbraunes bis braunes Gefieder. Die Körpergröße beträgt zwischen 18 und 24 Zentimeter bei einer Flügelspannweite von 30 bis 37 Zentimeter. Der Schnabel ist spitz und scharf und an den kräftigen Beinen befinden sich an den Füßen vier Zehen; eine nach hinten und drei nach vorne. Der Geruchssinn ist schwach entwickelt, jedoch sehen und hören sie gut. Durch Markierung wilder Rotflügelstärlinge mit einem Band wurde ein Höchstalter von 15 Jahren und 9 Monaten festgestellt.

## Merkmale
Charakteristisch ist der ständige trillernde Ruf des Männchens. Beim Singen spreizt das Männchen die Flügel und stellt die roten Flügelflecken zur Schau, um seinen Territorialanspruch gegenüber anderen Männchen oder dem stilleren Weibchen geltend zu machen. Mit seinen Rufen lockt er während der Paarungszeit auch die Weibchen an.

## Ernährung
Der Rotflügelstärling ernährt sich im Sommer von Spinnen, Samen, Körner, Käfern, Schmetterlingen und anderen Insekten. Auch von Früchten wie Blaubeeren und Brombeeren. Die Insekten werden in der Luft gefangen oder am Boden. Im Winter ernähren sie sich überwiegend von Samen und Körnern. Sehr gerne werden reife Sonnenblumenkerne gefressen.

## Fortpflanzung

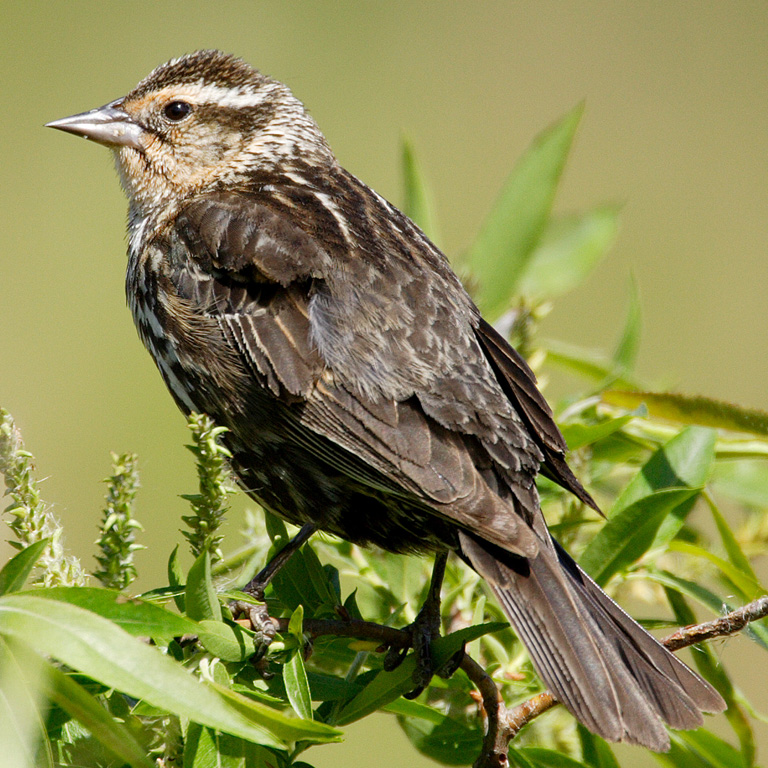
Das Weibchen im typischen gestreiften, braunen bis schwarzweißen Federkleid

Bei den Rotflügelstärlingen gibt es keine festen Partnerschaften. Während die Männchen normalerweise einige Jahre hintereinander dieselbe Gegend aufsuchen, wechseln die Weibchen jedes Jahr das Brutgebiet. Die Fortpflanzung findet zwischen Februar und August statt. Nachdem die Männchen in den Brutgebieten eingetroffen sind, sucht sich jedes ein eigenes Brutrevier. Nach etwa zehn Tagen treffen die Weibchen in den Brutgebieten ein.
Die tiefen Nester bestehen aus Gräsern, Sumpfgras oder Schilf und werden alleine vom Weibchen über Wasser im Sumpfgras oder in Büschen erbaut. Das Männchen beteiligt sich weder am Nestbau noch am Ausbrüten der Eier. In das beutelförmige Nest werden vier bis fünf hellblaue, braun gefleckte Eier gelegt. Nach etwa 12 Tagen schlüpfen die blinden und nackten Jungen. Beide Altvögel beteiligen sich an der Aufzucht der Jungen. Die Küken werden am Anfang mit Insekten gefüttert. Im späteren Verlauf werden von den Altvögeln Körner gereicht. Mit 14 Tagen sind die Jungen flügge.
In einer Brutperiode werden zwei- bis dreimal Junge aufgezogen. Für jedes Gelege wird ein neues Nest gebaut.

## Fressfeinde

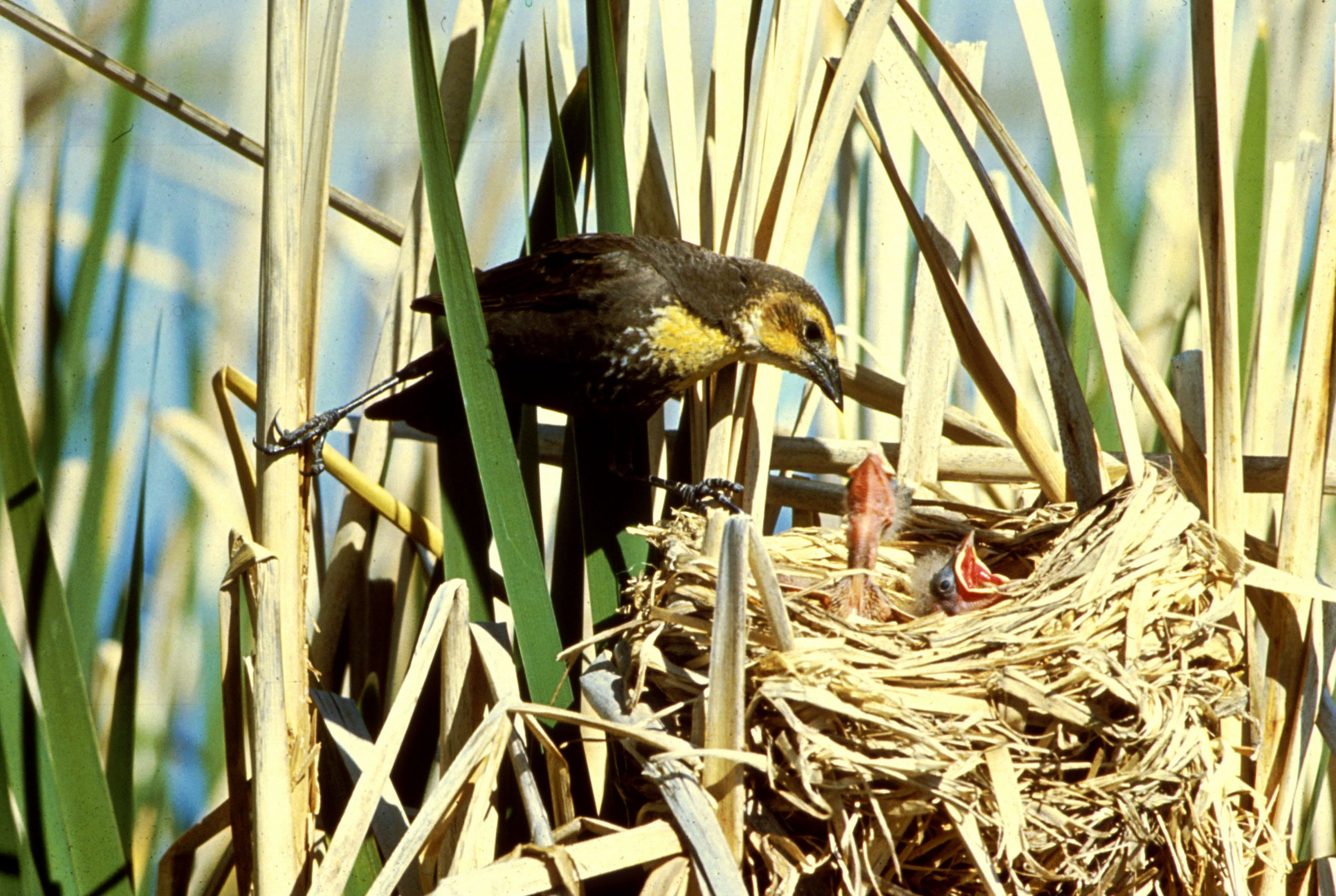
Der Gelbkopf-Schwarzstärling (Xanthocephalus xanthocephalus) verdrängt den Rotflügelstärling in den nordwestlichen Brutgebieten häufig an die Ufer und sichert sich die besten Nistpositionen über tieferem Wasser

Der Rotflügelstärling wird unter anderem von Füchsen, Eulen oder Habichten gejagt. Die Jungvögel und Eier werden von Würgern und Krähen erbeutet. Im Wasser lauern Wasserschlangen, Fische und Frösche auf herabfallende Jungvögel. Im nordwestlichen Verbreitungsgebiet wird der Rotflügelstärling häufig von dem größeren Gelbkopf-Schwarzstärling (Xanthocephalus xanthocephalus) in der Brutzeit näher an das Ufer gedrängt, wo er durch räuberische Landtiere stärker gefährdet ist.

### Abwehr
Um die Bedrohung durch Fressfeinde frühzeitig zu sichten, sitzen die männlichen Rotflügelstärlinge häufig auf der Spitze der Schilfpflanzen über den Nestern oder in der Nähe der Nester. Bei den Krähen zum Beispiel, die eine Gefahr für die Eier und Jungvögel stellen, fliegt der männliche Rotflügelstärling sofort auf, wenn er die Krähe sichtet, um sie nicht auf das Nest aufmerksam zu machen. Durch dieses Verhalten macht er auch die Altvögel in der Nachbarschaft auf die drohende Gefahr aufmerksam und schützt somit deren Brut. Eine frühzeitige Sichtung wird an Sümpfen durch fehlende Bäume ermöglicht, die nicht die Sicht versperren.

## Vorkommen

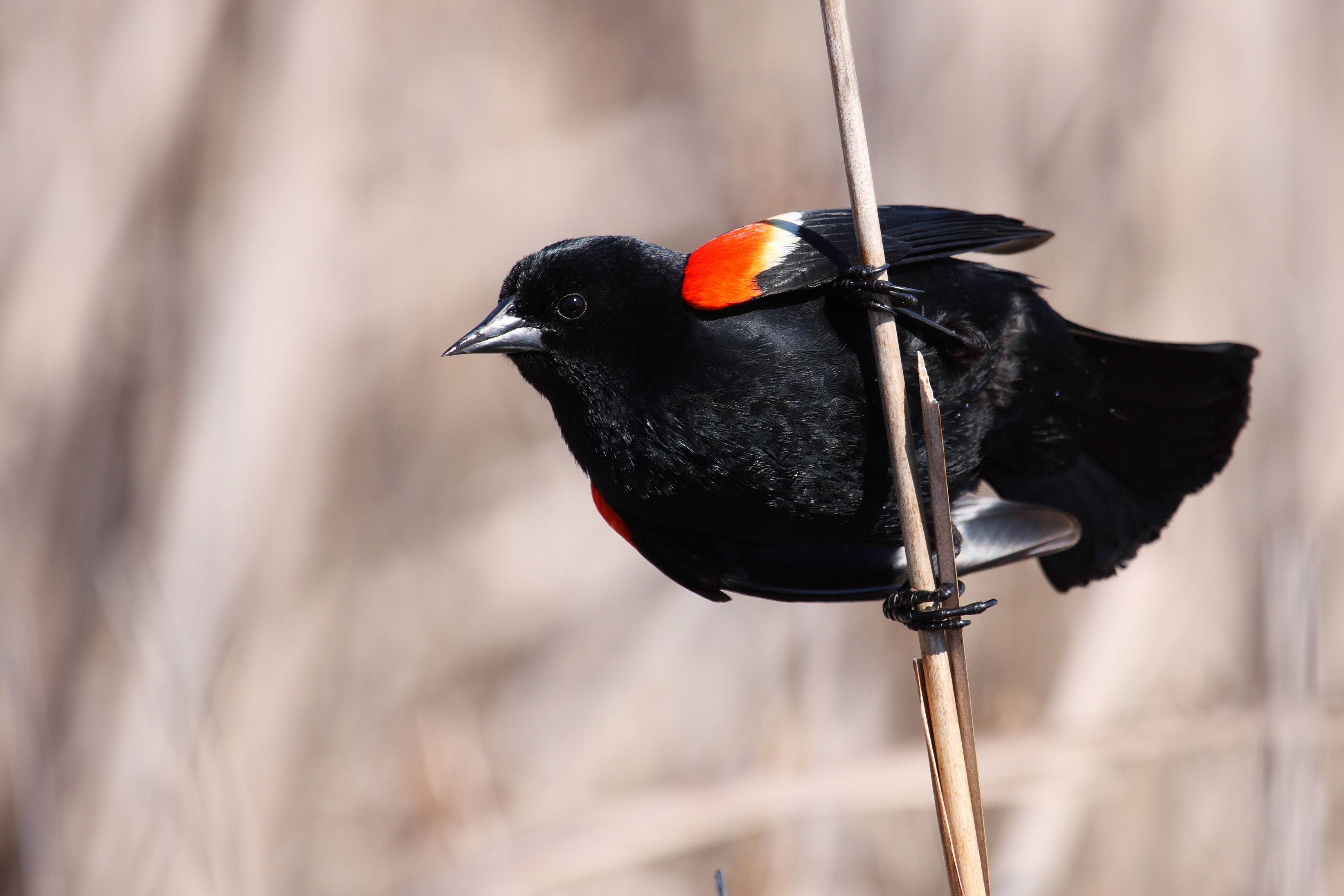
Ein männlicher Rotflügelstärling in Ontario (Kanada)

Der anpassungsfähige Rotflügelstärling ist ein häufiger Bewohner der flussnahen Sumpfgebiete, nasstrockenen Wiesen, Weiden oder Felder in Nordamerika. Als Zugvogel verbringt er den Winter in Mittelamerika und im südlichen Nordamerika von Baja California bis zu Florida. Weitere Vorkommen gibt es in Costa Rica, Kuba und den Bahamas. Im Frühjahr zieht er in großen Schwärmen in die Brutgebiete in den Norden von Nordamerika, unter anderem das südöstliche Alaska und Kanada.

## Rotflügelstärling und Mensch
Der gesellige Rotflügelstärling sammelt sich außerhalb der Brutzeit, meist nachdem die letzte Brut flügge ist, in großen Gruppen. Einerseits vertilgen sie große Mengen von schädlichen Insekten, auf der anderen Seite richten sie zum Ärger vieler Landwirte beträchtliche Schäden an Obstplantagen oder Getreidefeldern an. Viele Rotflügelstärlinge werden von den Landwirten mit vergiftetem Reis getötet. Die Vögel sterben nach zwei bis drei Tagen an der Zerstörung der Nieren.
Trotz dieser Bekämpfungsmaßnahme hat sich die Anzahl der Rotflügelstärlinge ständig erhöht. Die Landwirte bauten mehr Getreide an, sodass die Vögel die rauen Winter überleben konnten. Ein weiterer Grund ist die Häufigkeit von milden Wintern. In South Dakota hat sich die Anzahl der Sumpfpflanzen vergrößert, sodass mehr Gelege ausgebrütet wurden. Eine Studie in North- und South Dakota kam zum Ergebnis, dass der Bestand sich dort zwischen 1996 und 1999 um 33 % erhöht hat.
Eine gewisse Bekanntheit erreichte die Art, weil es im Winter 2010–2011 in den USA zu einem rätselhaften Vogelsterben kam.
Rund 500 Kilometer nördlich von Pointe Coupee fielen nach der Silvesternacht am 1. Januar 2011 massenhaft Vögel vom Himmel und wurden tot aufgesammelt. Experten rätselten, warum dort tausende Vögel über dem Städtchen Beebe vom Himmel stürzten. Es handelte sich zumeist um Rotflügelstärlinge. Tiermediziner der staatlichen Veterinärkommission schlossen in ihrem vorläufigen Bericht aus, dass Krankheiten oder Viren für den massenhaften Tod verantwortlich seien. Alle wichtigen Organe seien gesund gewesen. Die Vögel könnten durch Silvesterböller aufgeschreckt worden und in der Nacht umhergeflogen sein, was sie sonst nicht tun, da sie im Dunkeln schlecht sehen können. Eine Ornithologin, die für eine staatliche Behörde arbeitet, sagte, die Rotflügelstärlinge hätten Anzeichen eines physischen Traumas aufgewiesen. Möglich sei auch, dass der Schwarm von einem Blitz oder Hagel in großer Höhe getroffen worden sei. Mindestens ein Teil der Vögel wurden durch vom US-Landwirtschaftsministerium ausgelegtes Gift getötet.  Sie hatten durch Fraß und Kot Schäden an Futterstellen verursacht.

## Unterarten
Es sind zweiundzwanzig Unterarten bekannt:
- Agelaius phoeniceus aciculatus Mailliard, 1915 kommt in Kern County im Süden Kaliforniens vor.
- Agelaius phoeniceus arctolegus Oberholser, 1907 kommt im Südosten Alaska, dem westlichen zentralen Kanada sowie dem nördlichen zentralen Gebiet der USA vor.
- Agelaius phoeniceus arthuralleni Dickerman, 1974 ist im nördlichen Guatemala verbreitet.
- Agelaius phoeniceus bryanti Ridgway, 1887 kommt auf den nordwestlichen Bahamas vor.
- Agelaius phoeniceus californicus Nelson, 1897 kommt im Landesinneren des zentralen Gebiets Kaliforniens vor.
- Agelaius phoeniceus caurinus Ridgway, 1901 kommt an den Küstengebieten im Südwesten Kanadas sowie dem Nordwesten und Westen der USA vor.
- Agelaius phoeniceus floridanus Maynard, 1895  kommt im südlichen Florida vor.
- Agelaius phoeniceus fortis Ridgway, 1901 ist im westlichen zentralen und südlichen zentralen Teil der USA verbreitet.
- Agelaius phoeniceus grinnelli A. B. Howell, 1917 kommt von El Salvador bis in den Nordwesten Costa Ricas vor.
- Agelaius phoeniceus gubernator (Wagler, 1832) kommt in Zentralmexiko vor.
- Agelaius phoeniceus littoralis A. H. Howell & Van Rossem, 1928 kommt an den Küstenregionen im Südosten der USA von Texas bis Florida vor.
- Agelaius phoeniceus mailliardorum Van Rossem, 1926 kommt in den zentralen Küstenregionen Kaliforniens vor.
- Agelaius phoeniceus mearnsi A. H. Howell & Van Rossem, 1928 ist im Südosten Georgia bis ins südliche zentrale Florida verbreitet.
- Agelaius phoeniceus megapotamus Oberholser, 1919 ist vom südlichen Texas bis ins östliche Mexiko verbreitet.
- Agelaius phoeniceus nelsoni Dickerman, 1965 kommt im südlichen zentralen Mexiko vor.
- Agelaius phoeniceus neutralis Ridgway, 1901 ist vom Süden Kaliforniens bis in den Nordwesten Mexikos verbreitet.
- Agelaius phoeniceus nevadensis Grinnell, 1914 ist im Landesinneren des südwestlichen Kanada und im nordwestlichen und westlichen Teil der USA verbreitet.
- Agelaius phoeniceus nyaritensis Dickey & Van Rossem, 1925 kommt im westlichen Mexiko bis ins westliche El Salvador vor.
- Agelaius phoeniceus pallidulus Van Tyne & Trautman, 1946	kommt im Norden der Yucatán-Halbinsel vor.
- Agelaius phoeniceus phoeniceus (Linnaeus, 1766) ist im südöstlichen Kanada und dem östlichen Teil der USA verbreitet.
- Agelaius phoeniceus richmondi Nelson, 1897 ist vom südöstlichen und südlichen Mexiko bis ins nördliche Costa Rica verbreitet.
- Agelaius phoeniceus sonoriensis Ridgway, 1887 ist im Südwesten der USA und dem Nordwesten Mexikos verbreitet.